# Chatila
Pour les articles homonymes, voir Chatila (homonymie).

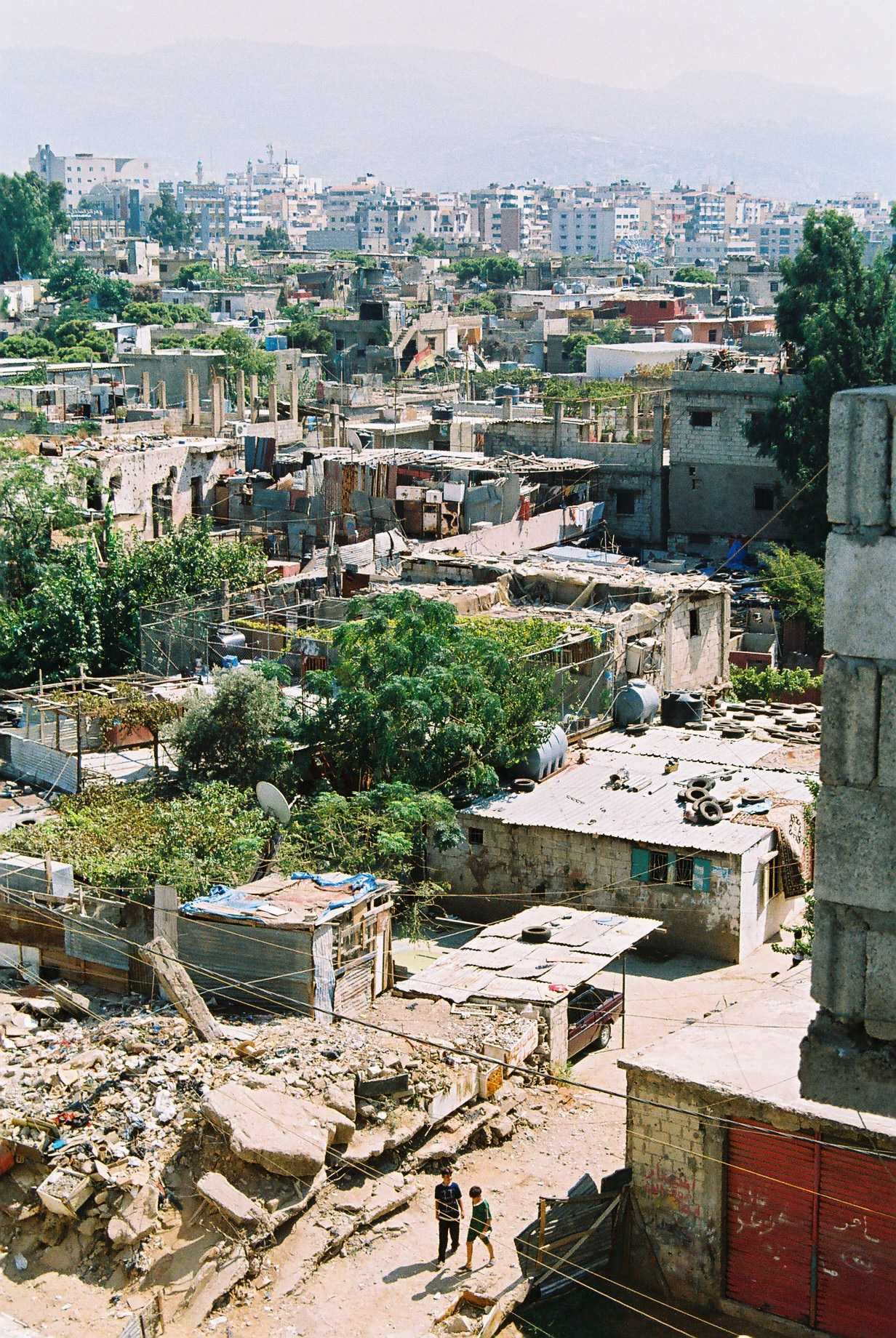
Chatila en 2003.

Chatila ou Shatila (en arabe : مخيم شاتيلا), est un camp de réfugiés palestiniens situé à Beyrouth (Liban), installé depuis 1948, placé sous la protection de l'Office de secours et de travaux des Nations unies pour les réfugiés de Palestine dans le Proche-Orient (UNRWA). Il abrite[Quand ?] quelque 18 000 palestiniens sur un terrain d'environ 1 km2. C'est le lieu d'un sanglant épisode du conflit israélo-palestinien, connu sous le nom de massacre de Sabra et Chatila.

## Massacre de Chatila
Durant l'été 1982, l'armée israélienne, entrée au Liban pour attaquer les camps palestiniens et déloger les forces syriennes, encercle Beyrouth. Les combattants palestiniens et syriens évacuent la ville. Mais le 14 septembre le nouveau Président (chrétien) du Liban, Bachir Gemayel, est assassiné. L'armée israélienne investit Beyrouth. Elle établit un poste de commandement à proximité du camp de Chatila et confie aux Phalanges libanaises la mission de fouiller le camp pour débusquer les feddayin qui pourraient s'y trouver encore.
Entrés dans le camp le 16 septembre à 18 h, sous le commandement de leur chef Elie Hobeika, les phalangistes en sortent le 18 septembre à 8 h, après avoir, pour venger leur chef Gemayel, massacré, non seulement des feddayin, mais de très nombreux civils (328 cadavres et 991 disparus selon l'enquête libanaise, 700 à 800 victimes selon une évaluation de l'armée israélienne, le CICR de la Croix Rouge estime les morts à 1 500, et une commission internationale indépendante parvient au décompte de 2 750). Le ministre de la Défense Ariel Sharon est forcé de démissionner. Élie Hobeika n'est pas inquiété par la justice, avant de se faire exécuter en janvier 2002, deux jours après avoir accepté de révéler, sous serment, le rôle de Sharon dans les massacres,.

## Le camp de 1949 à aujourd'hui
Le camp de réfugiés de Chatila a été créé pour les réfugiés palestiniens en 1949. Situé au sud de Beyrouth, au Liban, il s'étend sur un kilomètre carré seulement et abrite plus de 9 842 réfugiés palestiniens enregistrés. Depuis le début de la guerre civile syrienne, le camp a reçu de nouveaux réfugiés syriens. En 2014, la population du camp est estimée entre 10 000 et 22 000 personnes.

## Musique
Dans les camps de réfugiés de Jénine, Deir Ghassaneh, Kalandia et Jalazone, en Cisjordanie mais aussi de Chatila et de Bourj el-Barajneh à Beyrouth, l'école de musique de l'association Al Kamandjâti, fondée à Angers en 2002 et installée à Ramallah en 2008 par Ramzi Aburedwan, forme des apprentis interprètes. Plus de 150 élèves s'inscrivent chaque année aux cours de théorie de la musique et d’apprentissage d'un ou plusieurs instruments. L'association fournit instruments, pupitres et partitions. Les cours sont assurés par des musiciens étrangers comme ceux de l'Orchestre arabo-andalou d'Anjou, de l'Orchestre de chambre de Paris ou le chef Diego Masson qui encadrent les jeunes bénévolement. Des concerts sont organisés en Cisjordanie mais parfois aussi en Israël, souvent annulés en raison des conflits,.